# Weiden bei Rechnitz
Weiden bei Rechnitz  (kroatisch Bandol, ungarisch Bándol, Romani Bandula) ist eine zweisprachige Gemeinde im Bezirk Oberwart im Burgenland in Österreich. In der Gemeinde leben viele Angehörige der burgenlandkroatischen Minderheit. Weiden ist das Zentrum der Burgenländischen Walachei (kroatisch: (Lipa) Valahija).

## Geografie
Die Gemeinde liegt im Südburgenland, etwa in der Mitte von Oberwart im Westen und Rechnitz im Osten, am Südhang des Bernsteiner- und Günsergebirges. Mehr als die Hälfte des Gemeindegebietes ist bewaldet, vierzig Prozent werden landwirtschaftlich genutzt.

### Gemeindegliederung
Das Gemeindegebiet umfasst folgende zehn Ortschaften (in Klammern Einwohnerzahl Stand 1. Jänner 2024):
- Allersdorf im Burgenland (47)
- Allersgraben (37)
- Mönchmeierhof (62)
- Oberpodgoria (99)
- Podler (75)
- Rauhriegel (19)
- Rumpersdorf (104)
- Unterpodgoria (35)
- Weiden bei Rechnitz (111)
- Zuberbach (224)

Die Gemeinde besteht aus den neun Katastralgemeinden Allersdorf, Allersgraben, Mönchmeierhof, Podgoria, Podler, Rauhriegel, Rumpersdorf, Weiden bei Rechnitz und Zuberbach.
| Deutscher Ortsname       | Ungarischer Ortsname      | Kroatischer Ortsname | Ortsname auf Romani |
| ------------------------ | ------------------------- | -------------------- | ------------------- |
| Allersdorf im Burgenland | Kulcsárfalu               | Ključarevci          | -                   |
| Allersgraben             | Sirokány                  | Širokani             | -                   |
| Mönchmeierhof            | Barátmajor                | Marof                | -                   |
| Oberpodgoria             | Hármasfalu, Felsőpodgoria | Podgorje             | -                   |
| Parapatitschberg         | Parapatics                | Parapatićev Brig     | -                   |
| Podler                   | Polányfalva, Polanic      | Poljanci             | -                   |
| Rauhriegel               | Füsthegy                  | Rorigljin            | -                   |
| Rumpersdorf              | Rumpód, Rumpót            | Rupišće              | Rupischa            |
| Unterpodgoria            | Bosnákhegy, Alsópodgoria  | Bošnjakov Brig       | Telutno Podgori     |
| Weiden bei Rechnitz      | Bándol                    | Bandol               | Bandula             |
| Zuberbach                | Szabar                    | Sabara               | Sabara              |

### Nachbargemeinden
|                 | Unterkohlstätten                            | Lockenhaus, (OP) |
| Stadtschlaining | Kompassrose, die auf Nachbargemeinden zeigt | Markt Neuhodis   |
| Großpetersdorf  |                                             | Schachendorf     |

## Geschichte
In den Jahren 1535 brachte Franz Batthyány aus von türkischen Gebieten bedrohte Kroaten als Siedler in die Ortschaften Rauhriegel und Podler.
1650 siedelte Graf Ádám I. Batthyány in Podler 14 vorwiegend kroatische Familien an und stattete sie mit Privilegien aus. Den Namen der Familien nach zu schließen dürften auch Deutsche und Ungarn unter den Siedlern gewesen sein.
Der Ort gehörte wie das gesamte Burgenland bis 1920/21 zu Ungarn (Deutsch-Westungarn). Seit 1898 musste aufgrund der Magyarisierungspolitik der Regierung in Budapest der ungarische Ortsname Bándoly verwendet werden.
Nach Ende des Ersten Weltkriegs wurde nach zähen Verhandlungen Deutsch-Westungarn in den Verträgen von St. Germain und Trianon 1919 Österreich zugesprochen. Die Gemeinde gehört seit 1921 zum neu gegründeten Bundesland Burgenland (siehe auch Geschichte des Burgenlandes).
1971 wurden die Gemeinden Allersdorf im Burgenland, Mönchmeierhof, Podgoria, Podler, Rauhriegel-Allersgraben, Rumpersdorf und Zuberbach mit Weiden bei Rechnitz zusammengelegt.

### Ansiedlung der Walachen
Die durch die Türken ausgelöste Niederlage der Kroaten, auf dem Krbavafeld, im Jahr 1493, löste eine große Wanderbewegung aus. Nach der Niederlage sind die Kroaten den Raubzügen und Plünderungszügen der Türken ausgesetzt, dadurch wird die kroatische Auswanderung nach Westungarn und Niederösterreich ausgelöst. Die dort ansässigen Grundherren streben die Kroatenansiedlungen an, da ein großer Mangel an Arbeitskräften besteht, was die Bewirtschaftungen der Güter unmöglich macht.
Neben den Bauern machen sich auch kroatische Wanderhirten (deutsch: „Walachen“, kroatisch: „Vlahi“) auf den Weg nach Norden. Deren Ansiedlung in unserem Raum begann um das Jahr 1540, teils unter der Herrschaft „Rechnitz – Schlaining“ in Mönchmeierhof, Rauhriegel, Allersdorf, Allersgraben, Podler, Althodis, und teils unter der Herrschaft Rotenturm: Rumpersdorf, Podgoria, Unterpodgoria, Weiden bei Rechnitz, Parapatitschberg, Stefanshof, Spitzzicken. Die Walachen lebten vom spärlichen Ackerbau und von der Viehzucht. Die Walachen nahmen bei den Grundherren eine besondere Stellung ein, die sogenannten „Walachischen Freiheiten“, das heißt, weitgehende Befreiung von Abgaben an die Grundherrschaft und vom Robotdienst. Diese Sonderrechte ließen sich die Walachen von ihrer Grundherrschaft immer wieder erneut bestätigen. Es wurden ihnen aber auch Pflichten, wie Wachdienst, Polizeidienst sowie die Mithilfe bei Ausbesserungsarbeiten auf den Herrschaftssitzen auferlegt.
Weiden bei Rechnitz ist das Zentrum der politischen Gemeinde. Die Gründung erfolgte durch die Walachenansiedlung zwischen 1517 und 1547. Die den Weidner Walachen verliehenen Sonderrechte werden in einer Urkunde von 1549 von Peter II. Erdöly bestätigt.

## Kultur und Sehenswürdigkeiten

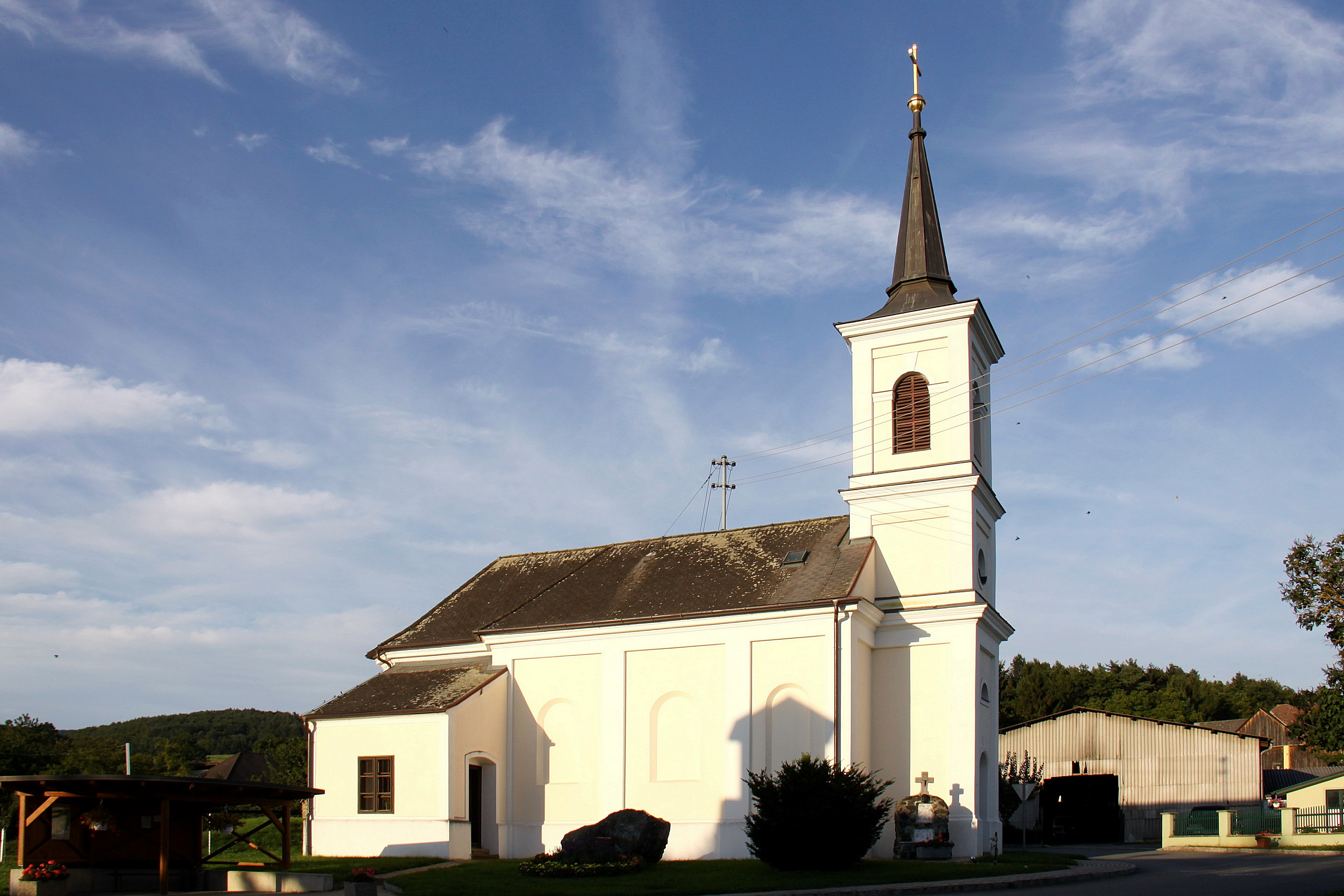
Filialkirche hll. Petrus und Paulus in Rumpersdorf

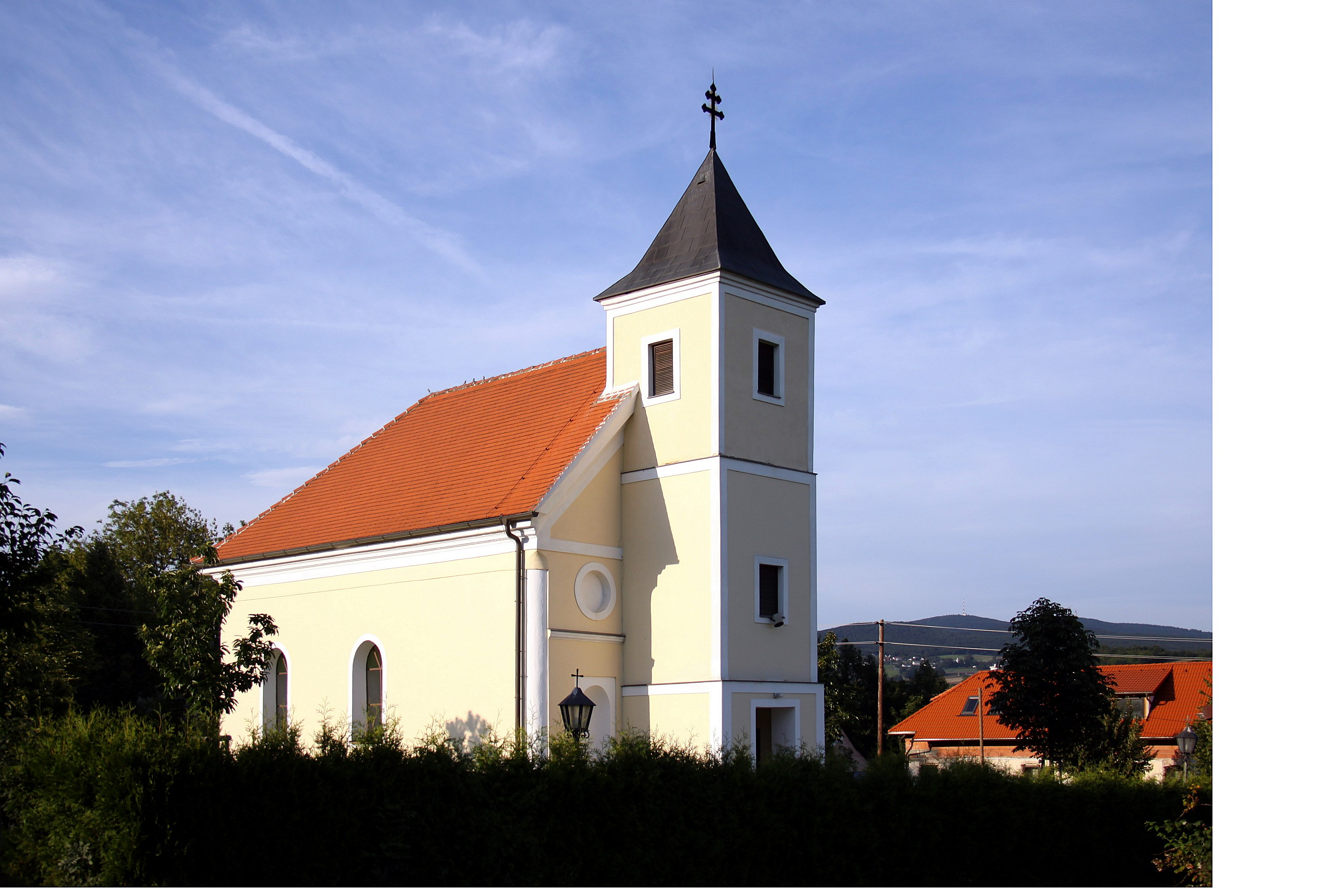
Filialkirche hl. Theresia in Allersdorf

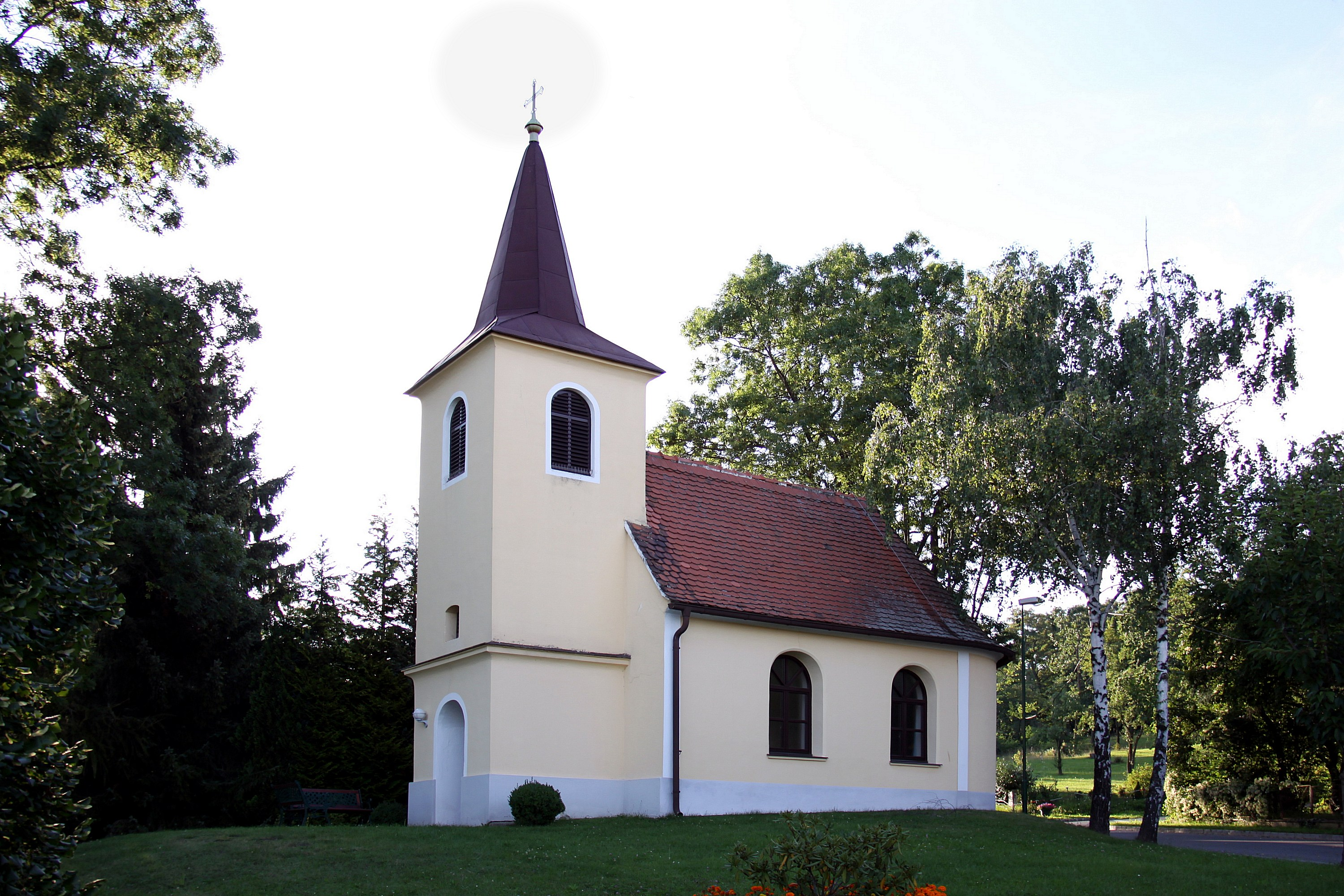
Filialkapelle Mariae Namen in Mönchmeierhof

- Katholische Pfarrkirche Weiden bei Rechnitz hl. Johannes Nepomuk
- Katholische Filialkirche Podler hl. Antonius
- Katholische Filialkirche Rumpersdorf Hll. Peter und Paul

## Politik

### Gemeinderat
Der Gemeinderat umfasst aufgrund der Anzahl der Wahlberechtigten insgesamt 15 Mitglieder.
| Partei          | 2022             | 2022             | 2022             | 2017             | 2017             | 2017             | 2012             | 2012             | 2012             | 2007             | 2007             | 2007             | 2002             | 2002             | 2002             | 1997             | 1997             | 1997             |
| Partei          | Sti.             | %                | M.               | Sti.             | %                | M.               | Sti.             | %                | M.               | Sti.             | %                | M.               | Sti.             | %                | M.               | Sti.             | %                | M.               |
| --------------- | ---------------- | ---------------- | ---------------- | ---------------- | ---------------- | ---------------- | ---------------- | ---------------- | ---------------- | ---------------- | ---------------- | ---------------- | ---------------- | ---------------- | ---------------- | ---------------- | ---------------- | ---------------- |
| ÖVP             | 448              | 60,46            | 10               | 464              | 64,27            | 10               | 409              | 56,65            | 9                | 476              | 63,64            | 10               | 519              | 65,70            | 10               | 457              | 62,69            | 10               |
| SPÖ             | 249              | 33,60            | 5                | 175              | 24,24            | 4                | 183              | 25,35            | 4                | 272              | 36,36            | 5                | 271              | 34,30            | 5                | 272              | 37,31            | 5                |
| GRÜNE           | 23               | 3,10             | 0                | nicht kandidiert | nicht kandidiert | nicht kandidiert | nicht kandidiert | nicht kandidiert | nicht kandidiert | nicht kandidiert | nicht kandidiert | nicht kandidiert | nicht kandidiert | nicht kandidiert | nicht kandidiert | nicht kandidiert | nicht kandidiert | nicht kandidiert |
| FPÖ             | 21               | 2,83             | 0                | 31               | 4,29             | 0                | nicht kandidiert | nicht kandidiert | nicht kandidiert | nicht kandidiert | nicht kandidiert | nicht kandidiert | nicht kandidiert | nicht kandidiert | nicht kandidiert | nicht kandidiert | nicht kandidiert | nicht kandidiert |
| BLW A1          | nicht kandidiert | nicht kandidiert | nicht kandidiert | 52               | 7,20             | 1                | 130              | 18,01            | 2                | nicht kandidiert | nicht kandidiert | nicht kandidiert | nicht kandidiert | nicht kandidiert | nicht kandidiert | nicht kandidiert | nicht kandidiert | nicht kandidiert |
| Wahlberechtigte | 867              | 867              | 867              | 847              | 847              | 847              | 858              | 858              | 858              | 904              | 904              | 904              | 934              | 934              | 934              | 870              | 870              | 870              |
| Wahlbeteiligung | 88,00 %          | 88,00 %          | 88,00 %          | 88,43 %          | 88,43 %          | 88,43 %          | 88,34 %          | 88,34 %          | 88,34 %          | 86,62 %          | 86,62 %          | 86,62 %          | 87,37 %          | 87,37 %          | 87,37 %          | 89,66 %          | 89,66 %          | 89,66 %          |

### Gemeindevorstand
Neben Bürgermeister Anton Szmolyan und Vizebürgermeister Nico Ott gehören weiters die geschäftsführenden Gemeinderäte Jürgen Rudolics, Sascha Fritz und Adolf Horvath dem Gemeindevorstand an.

### Bürgermeister
Bürgermeister ist Anton Szmolyan (ÖVP).
Vor den Wahlen am 7. Oktober 2012 trat der damals 71-jährige Richard Omasits (ÖVP), der seit 1992 der Gemeinde vorstand, als Bürgermeister zurück. Bei der Bürgermeisterdirektwahl setzte sich Wilhelm Müller (ÖVP) im ersten Wahlgang mit 59,95 % durch. Johann Decker (SPÖ) blieb mit 20,70 % hinter dem Parteiergebnis zurück, der zweite Bürgermeister Josef Tkauz, um den sich nach einem ÖVP-internen Streit eine neue Liste, die Bürgerliste Weiden, gebildet hatte, kam auf 19,35 %.
Bei der Wahl am 1. Oktober 2017 gewann Müller im ersten Wahlgang mit 73,27 % gegen Decker (SPÖ, 20,91 %) und Herold Schutti für die FPÖ (5,82 %).
Bei der Wahl 2022 erhielt Anton Szmolyan im ersten Wahldurchgang 57,24 Prozent der Stimmen und ist seither Bürgermeister.
Leiter des Gemeindeamts ist Michael Höfler.

## Persönlichkeiten

### Ehrenbürger der Gemeinde
- 2012: Richard Omasits (* 1941), Bürgermeister der Gemeinde Weiden bei Rechnitz 1992–2012[18]

### Söhne und Töchter der Gemeinde
- Karl Zlatarits (1877–1970), Bergarbeiter und Politiker
- Christian Keglevits (* 1961), Fußballspieler